# Nosopsyllus londiniensis
Nosopsyllus londiniensis är en loppart som först beskrevs av Rothschild 1903.  Nosopsyllus londiniensis ingår i släktet Nosopsyllus och familjen fågelloppor.

## Underarter
Arten delas in i följande underarter:
- N. l. londiniensis
- N. l. declivus